# Campeonato Mundial de Patinação Artística no Gelo de 1910
O Campeonato Mundial de Patinação Artística no Gelo de 1910 foi a décima quinta edição do Campeonato Mundial de Patinação Artística no Gelo, um evento anual de patinação artística no gelo organizado pela União Internacional de Patinação (em inglês:  International Skating Union) onde os patinadores artísticos competem pelo título de campeão mundial. Nesta edição a competição individual masculina foi disputada entre os dias 29 de janeiro e 30 de janeiro na cidade de Davos, Suíça; e a competição individual feminina e de duplas foi disputada no dia 4 de fevereiro na cidade de Berlim, Alemanha.

## Eventos
- Individual masculino
- Individual feminino
- Duplas

## Medalhistas
| Evento                        | Ouro                                     | Prata                                                     | Bronze                                            |
| Individual masculino detalhes | Ulrich Salchow · Suécia                  | Werner Rittberger · Alemanha                              | Andor Szende · Hungria                            |
| Individual feminino detalhes  | Lily Kronberger · Hungria                | Elsa Rendschmidt · Alemanha                               | nenhuma                                           |
| Duplas detalhes               | Anna Hübler · Heinrich Burger · Alemanha | Ludowika Eilers · Walter Jakobsson · Alemanha / Finlândia | Phyllis Johnson · James H. Johnson · Grã-Bretanha |

## Resultados

### Individual masculino
| Pos.              | Nome              | Nacionalidade | Pontos |
| ----------------- | ----------------- | ------------- | ------ |
| Medalha de ouro   | Ulrich Salchow    | Suécia        | 11     |
| Medalha de prata  | Werner Rittberger | Alemanha      | 14     |
| Medalha de bronze | Andor Szende      | Hungria       | 20     |
| 4                 | Per Thorén        | Suécia        | 25     |

### Individual feminino
| Pos.             | Nome             | Nacionalidade | Pontos |
| ---------------- | ---------------- | ------------- | ------ |
| Medalha de ouro  | Lily Kronberger  | Hungria       | 5      |
| Medalha de prata | Elsa Rendschmidt | Alemanha      | 10     |

### Duplas
| Pos.              | Nome                               | Nacionalidade        | Pontos |
| ----------------- | ---------------------------------- | -------------------- | ------ |
| Medalha de ouro   | Anna Hübler / Heinrich Burger      | Alemanha             | 8,5    |
| Medalha de prata  | Ludowika Eilers / Walter Jakobsson | Alemanha / Finlândia | 14     |
| Medalha de bronze | Phyllis Johnson / James H. Johnson | Reino Unido          | 19,5   |

## Quadro de medalhas
| Ordem | País        | Medalha de ouro | Medalha de prata | Medalha de bronze |   | Ordem por total |
| ----- | ----------- | --------------- | ---------------- | ----------------- | - | --------------- |
| 1     | Alemanha    | 1               | 3                |                   | 4 | 1               |
| 2     | Hungria     | 1               |                  | 1                 | 2 | 2               |
| 3     | Suécia      | 1               |                  |                   | 1 | 3               |
| 4     | Finlândia   |                 | 1                |                   | 1 | 3               |
| 5     | Reino Unido |                 |                  | 1                 | 1 | 3               |
| TOTAL | TOTAL       | 3               | 4                | 2                 | 9 | —               |